# 霍蘭鎮區 (愛荷華州蘇縣)
霍蘭鎮區（英語：Holland Township）是位於美國愛荷華州蘇縣的一個行政鎮區。

## 地方資料
根據2010年美國人口普查的數據，霍蘭鎮區的面積為93.14平方千米，當中陸地面積為93.12平方千米，而水域面積為0.02平方千米。當地共有人口6024人，而人口密度為每平方千米64.68人。